# Koto Pulai
Koto Pulai is een bestuurslaag in het regentschap Padang van de provincie West-Sumatra, Indonesië. Koto Pulai telt 2348 inwoners (volkstelling 2010).